# باتريك كوران
باتريك كوران (بالإنجليزية: Patrick Curran)‏ هو لاعب قذف أيرلندي، ولد في 2 مارس 1996 في دونغارفن ‏ في جمهورية أيرلندا.